# عضلة مثلثة الرؤوس الساقية
عضلة الربلة المثلثة الرؤوسأوعضلة مثلثة الرؤوس الساقية أو العضلة الثلاثية الرؤوس الربلية
هي زوج من العضلات الموجودة في ربلة الساق والعضلة النعلية. تندمج هذه العضلات في العظم، وهو عظم كعب القدم البشرية، وتشكل الجزء الرئيسي من عضلة الساق الخلفية، والمعروفة باسم عضلة الساق.

## البناء والتركيب
ترتبط عضلة مثلثة الرؤوس الساقية بالقدم من خلال وتر أخيل، ولها 3 رؤوس مستمدة من الكتلتين الرئيسيتين للعضلات.
- الجزء السطحي (gastrocnemius) يعطي رأسين متصلين بقاعدة عظم الفخذ مباشرة فوق الركبة. تشكل الكتلة العميقة للعضلات (النعل) الرأس الباقي الذي يرتبط بالمنطقة الخلفية العليا للظنبوب.
- يتم تثبيط عضلة مثلثة الرؤوس الساقية بواسطة العصب الظنبوبي، وتحديدا جذور الأعصاب L5 – S2.

## أهمية سريرية

### إجهاد الساق (تمزق عضلة الساق)
تحدث عضلة الساق الممزقة عندما يتم سحب عضلة الساق بعيدًا عن وتر أخيل. غالبًا ما تشعر الضحية بألم شديد وغالبًا ما يصاحبها صوت «البوب»، ولكن ليس دائمًا.
يحدث هذا الضرر أثناء التسارع أو التغييرات في الاتجاه. قد تشنج عضلة الساق الممزقة وتتقلص بقوة. يمكن أن تظهر الكدمات في الساق والقدم والكاحل بسبب تجمع الدم من النزيف الداخلي. قد يستغرق الأمر بعض الوقت لحدوث كدمات، من ساعات إلى أيام حسب المكان الذي حدثت فيه المسيل للدموع. من المرجح أن يزيد محيط الساق. قد تستغرق هذه الإصابة عدة أشهر للشفاء.
من أجل توطين سلالات في المعدة أو النعل، هناك حاجة إلى الجس واختبار القوة والتمدد. عودة سابقة لأوانها قبل تحقيق الشفاء ستؤدي إلى شفاء طويل أو عودة غير كاملة إلى خط الأساس قبل الإصابة.يمكن للامتدادات مثل رفع العجل بالتناوب تحسين المرونة وكذلك تعبئة الساقين قبل الجري.
تكون عضلات الساق حساسة للغاية للفتات وكثيرًا ما يشكو الأشخاص المصابون بمتلازمة الارتجاف الحزمي الحميد من ارتجاف حزمي في أحد العجول أو كلاهما.

## صور إضافية

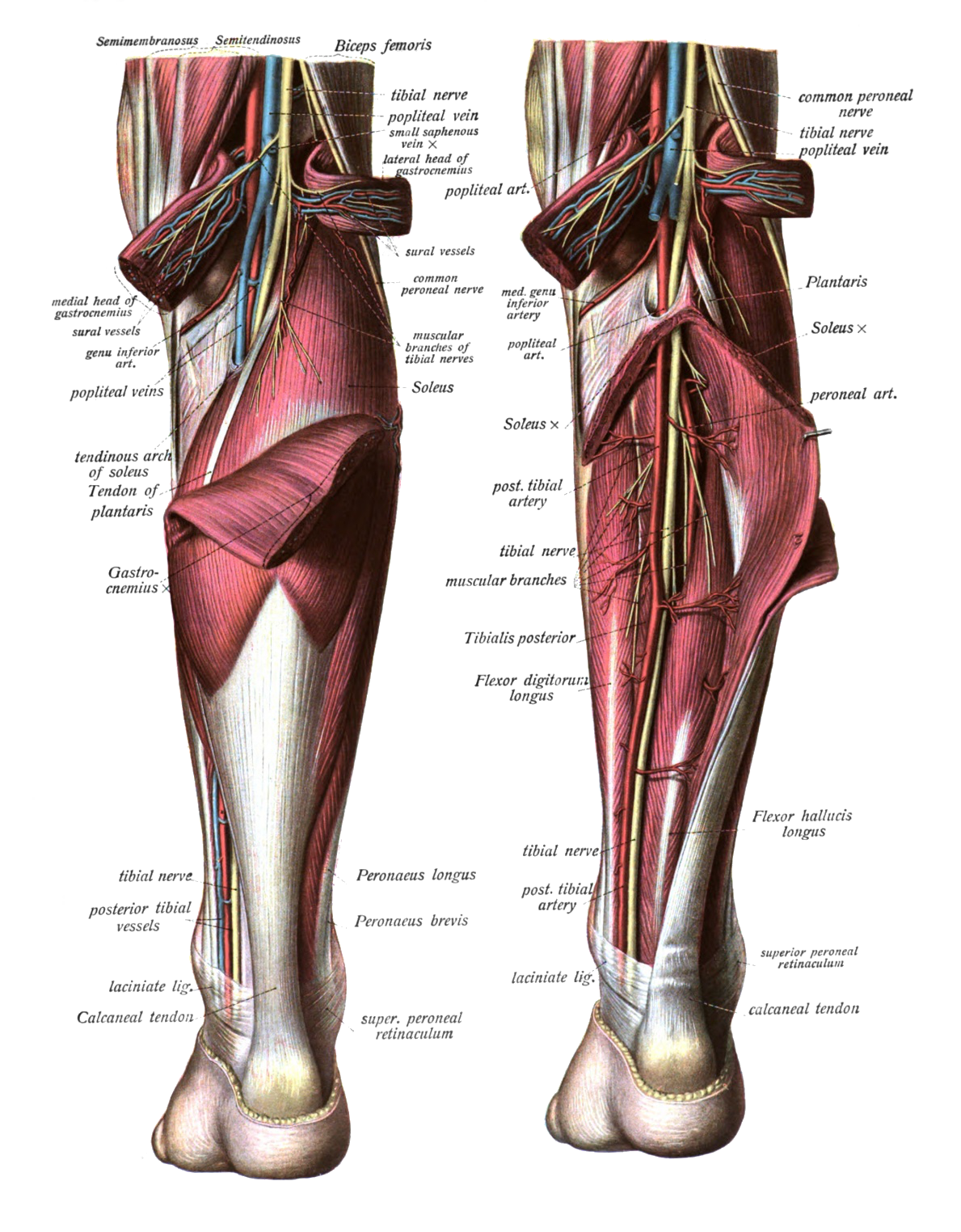
الأعصاب والشرايين والأوردة تحيط بعضلة الساق.
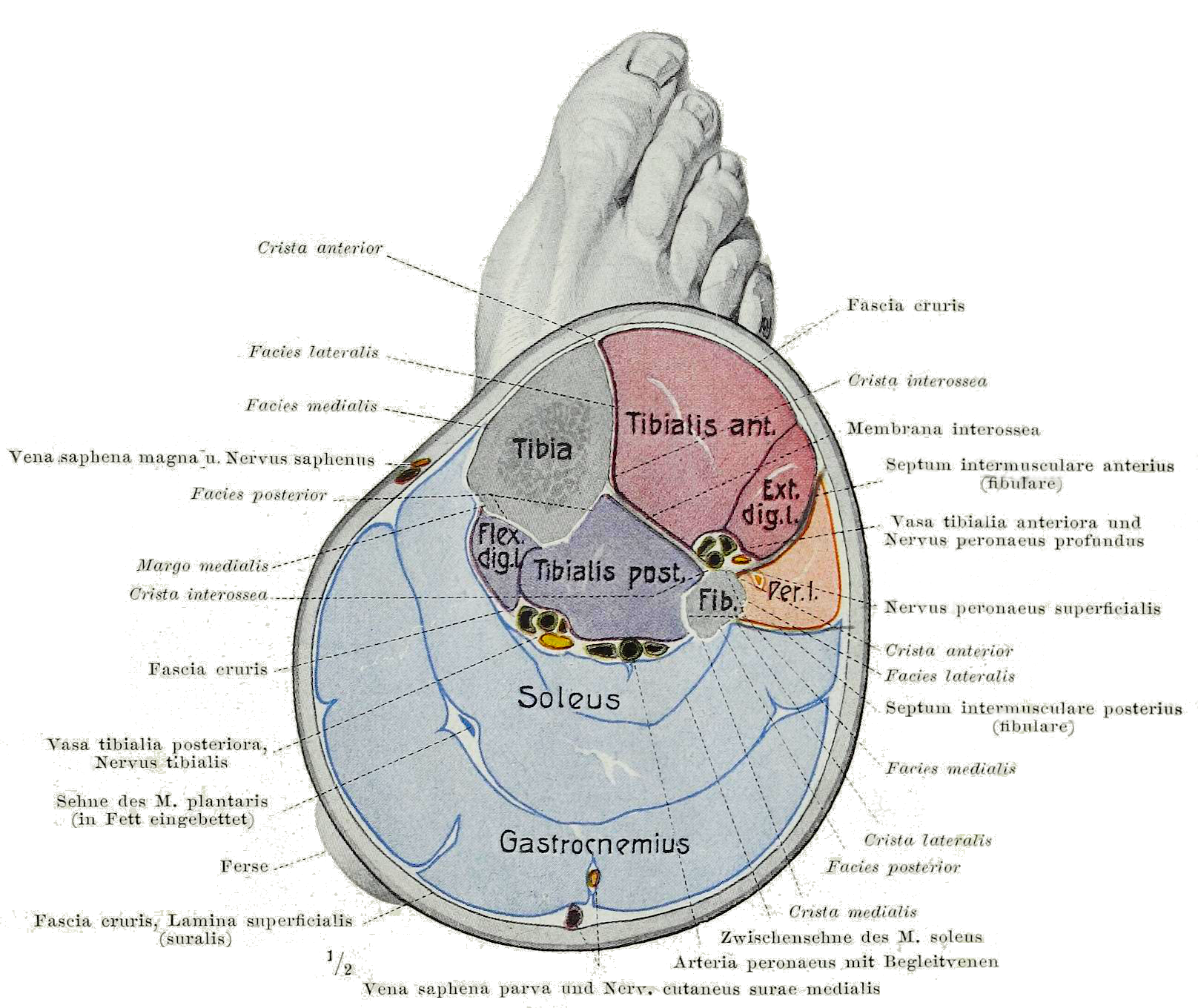
مقطع عرضي من الجزء الأسفل من الساق ، مع وجودعضلة مثلثة الرؤوس الساقية
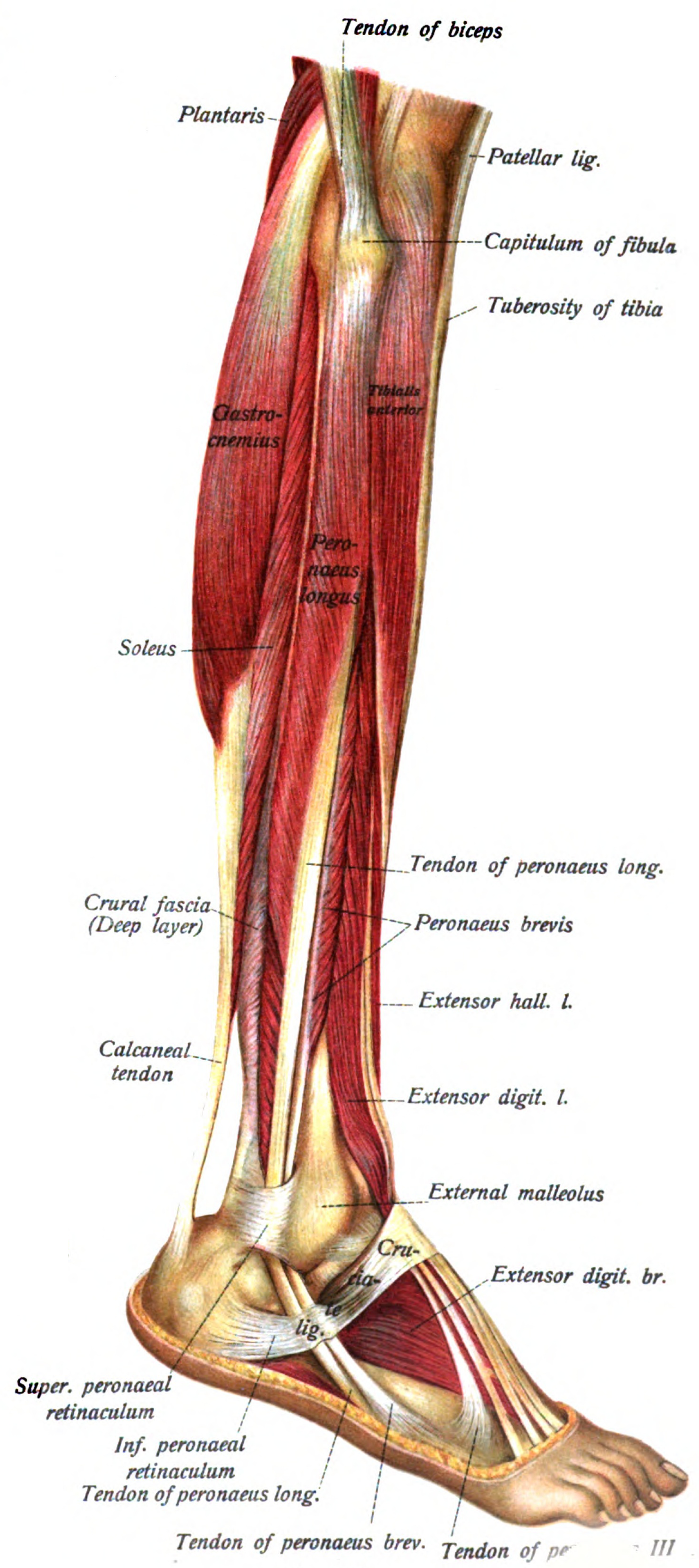
عرض جانبي لأسفل الساق مع رؤية للعضلات
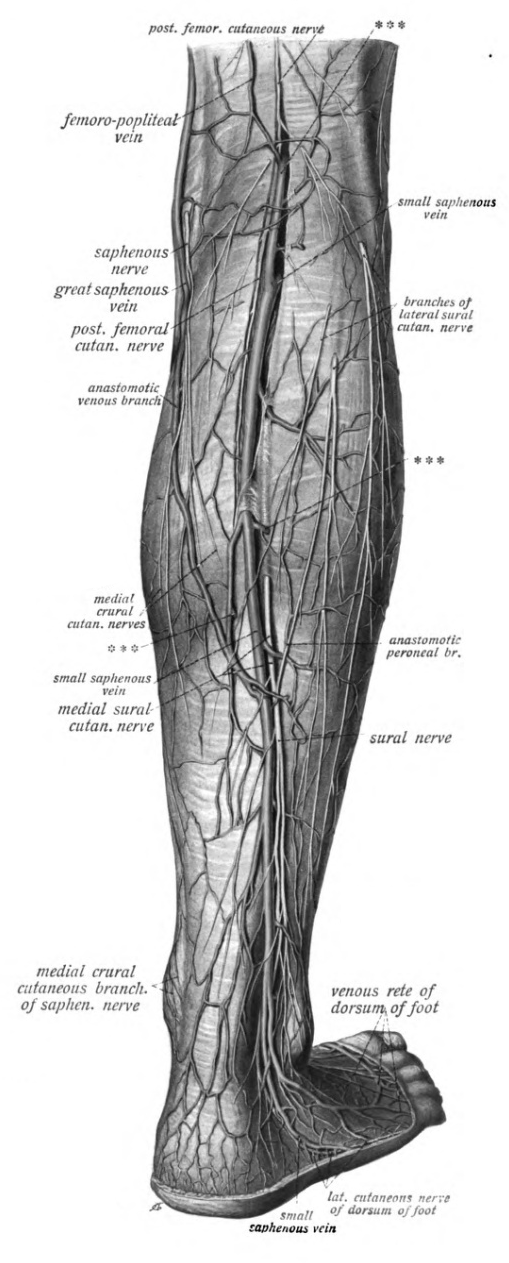
الأعصاب والأوعية الدموية التي تغمر عضلة مثلثة الرؤوس الساقية

## أصل الكلمة والنطق
المصطلح الواضح / /traɪsɛps ˈsjʊəri /. إنه من الرأس والسورة اللاتينية بمعنى «العضلات ذات الرؤوس الثلاثة الساقية».

## قراءات إضافية
- McCarthy JP، Hunter GR، Larson-Meyer DE، Bamman MM، Landers KA، Newcomer BR (أغسطس 2006). "Ethnic differences in triceps surae muscle-tendon complex and walking economy". Journal of Strength and Conditioning Research. ج. 20 ع. 3: 511–8. DOI:10.1519/17395.1. PMID:16937962.